# باباجهانشاه
باباجهانشاه یکی از روستاهای بخش مرکزی شهرستان پلدختر در استان لرستان ایران است.

## جمعیت
این روستا در دهستان میانکوه غربی قرار دارد و بر پایه سرشماری عمومی سال ۱۳۸۵، جمعیت آن زیر سه خانوار بوده‌است.